# Mosier
Mosier és una població dels Estats Units a l'estat d'Oregon. Segons el cens del 2000 tenia 410 habitants.

## Demografia
Segons el cens del 2000, Mosier tenia 410 habitants, 164 habitatges, i 104 famílies. La densitat de població era de 344,1 habitants per km².
Dels 164 habitatges en un 27,4% hi vivien nens de menys de 18 anys, en un 51,2% hi vivien parelles casades, en un 11% dones solteres, i en un 36% no eren unitats familiars. En el 27,4% dels habitatges hi vivien persones soles el 8,5% de les quals corresponia a persones de 65 anys o més que vivien soles. El nombre mitjà de persones vivint en cada habitatge era de 2,5 i el nombre mitjà de persones que vivien en cada família era de 3,06.
Per edats la població es repartia de la següent manera: un 25,6% tenia menys de 18 anys, un 6,6% entre 18 i 24, un 32% entre 25 i 44, un 22,2% de 45 a 60 i un 13,7% 65 anys o més.
L'edat mediana era de 37 anys. Per cada 100 dones de 18 o més anys hi havia 90,6 homes.
La renda mediana per habitatge era de 39.028$ i la renda mediana per família de 46.094$. Els homes tenien una renda mediana de 30.521$ mentre que les dones 19.000$. La renda per capita de la població era de 14.560$. Aproximadament l'1,7% de les famílies i el 5,3% de la població estaven per davall del llindar de pobresa.

## Poblacions més properes
El següent diagrama mostra les poblacions més properes.